# Robert Newton Peck
Robert Newton Peck, född 17 februari 1928 i Ludlow, död 23 juni 2020 i Longwood var en amerikansk författare.
Han debuterade 1972 med romanen Den dagen slaktades inga grisar (A Day no Pigs Would Die), och har numera skrivit över 50 skönlitterära verk.